# Melipilla
Melipilla est une commune du Chili, capitale de la province du même nom, située dans la région métropolitaine de Santiago au sud ouest de la capitale du pays. En 2016, sa population s'élevait à 118 142 habitants. La superficie de la commune est de 1 345 km2 (densité de 88 hab./km2).

## Religion
La religion majoritaire est le catholicisme. La ville est le siège du diocèse de Melipilla avec la cathédrale Saint-Joseph construite sur la place d'Armes à l'emplacement d'une ancienne église démolie après le tremblement de terre de 1985.